# Орлине Болото
Орлине Болото (рос. Орлиное Болото) — могильник розташовано на високому плато у межиріччі річок Усманка та Вороніж на південній околиці села Нова Усмань Новоусманського району Воронізької області.
Включав групу з п'яти курганів.
У могильник досліджувалися 3 кургани Б. Г. Тихоновим 1983 року. У кургані № 3 виявлено два катакомбних поховання харківсько-воронізької катакомбної культури, де поховання 1 впускне по відношенні до основного поховання 2.

## Джерело
- А. Т. Синюк, Ю. П. Матвеєв — Курганные комплексы среднедонской катакомбной культуры